# João da Costa Gomes Leitão

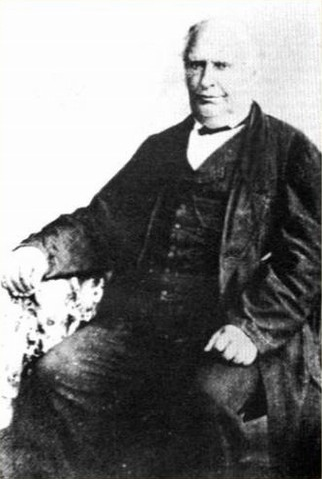
João da Costa Gomes Leitão

João da Costa Gomes Leitão (Braga, 1805 — Jacareí,1879 ) foi um alferes português que mudou-se para o Brasil, instalando-se em Jacareí. Destacou-se como negociante, cafeicultor, banqueiro e escravocrata.

## Biografia
No Brasil formou uma grande fortuna adquirindo várias propriedades rurais, através da exploração da cafeicultura, da prática da atividade de banqueiro que exercia emprestando dinheiro a fazendeiros mediante a hipoteca de terras e escravos e principalmente através do comércio de escravos. Foi um dos responsáveis e financiadores da construção do trecho paulista da estrada de ferro São Paulo-Rio juntamente com seu sócio e genro Antônio Moreira de Castro Lima - o barão de Castro Lima.
Como testemunho de sua riqueza e poder, construiu uma residência em grande estilo, conhecido como Solar Gomes Leitão, finalizada em 1857, na qual recebeu várias personagens que freqüentavam a corte imperial.

João da Costa Gomes Leitão nascido em 1805 na aldeia de Balazar em Portugal, Filho de Domingos Costa Gomes e Josefa Maria Leitão, foi um grande cafeicultor escravagista de Jacareí, cidade onde fez história e deixou suas marcas.
Existem poucos registros sobre seus primeiros investimentos, sabemos apenas que iniciou suas atividades como tropeiro de burros de carga onde trabalhou no transporte de café, e a partir disso ele se instala em Jacareí, constrói grande fortuna e se casa com Dinah Maria Conceição Sobrinha do Primeiro Barão de Jacareí .

Sua carreira na região foi muito controversa, atuou ativamente na politica onde ocupou diversos casos como, inspetor de obras, vereador, delegado e juiz, era conhecido como grande filantropo chegando a doar junto com o Primeiro Barão de Jacareí o dinheiro necessário para a compra do terreno da Santa Casa, construir o altar da capela do hospital e custear a estadia de pessoas com baixa renda no local. Mas apesar disso sua grande fortuna fora construída baseada no trafico negreiro e empréstimo de capital mediante a hipoteca, durante a década de 1860 é tido como maior escravagista regional, fato que o impede de alcançar títulos de nobreza dentro do Império Brasileiro cujo em 1850 já havia criado a lei Eusébio de Queiróz que proibia o tráfico negreiro. 

Em 1872 ele tenta suicídio com um tiro na cabeça, motivado por uma paralisia provavelmente resultante de um derrame, porem não tem êxito, sendo deixado aos cuidados do Dr. Luís Pereira Barreto, médico casado com uma de suas netas. No ano de 1873 escreve um testamento libertando parte de seus escravos cativos.
No ano de 1879 ele falece sendo sepultado no Cemitério do Avarehy, em seus inventários constavam mais de 300 escravos. 

## Transposição do Rio Paraíba do Sul
No ano de 1851 João da Costa Gomes Leitão faz uma transposição do leito original do Rio Paraíba, alterando o seu curso em 160 braças (400 metros), este feito foi realizado com o objetivo de valorizar as algumas suas fazendas com a nova fonte de irrigação.
A obra da transposição foi realizada com mão de obra escrava em apenas uma noite, a pressa para a execução do projeto pode ter variados motivos, mas provavelmente está relacionada ao Barão de Jacareí, que era contrário as intenções do Gomes Leitão, pois seu palácio tinha o quintal voltado às margens do rio Paraíba, e perderia valor se as obras fossem executadas.